# Andrzej Krasiński (fizyk)
Andrzej Piotr Krasiński (ur. 19 października 1946 w Warszawie) – polski fizyk teoretyczny specjalizujący się w ogólnej teorii względności.

## Życiorys

### Wykształcenie i kariera naukowa
Absolwent VI Liceum Ogólnokształcącego im. Tadeusza Reytana w Warszawie (1964). Studia ukończył w 1969 roku na Wydziale Fizyki Uniwersytetu Warszawskiego. Stopień doktora obronił w 1973 roku na tej samej uczelni. Od 1983 roku zatrudniony w Centrum Astronomicznym im. Mikołaja Kopernika Polskiej Akademii Nauk. Tytuł profesora nauk fizycznych otrzymał w 2010 roku. W 2011 roku jeden z członków założycieli Polskiego Towarzystwa Relatywistycznego. Od 2020 roku profesor emeritus Centrum Astronomicznego im. Mikołaja Kopernika PAN.

### Życie prywatne
Syn Stefana Władysława Krasińskiego i Krystyny Walentyny Krasińskiej z d. Niwa. W 1972 roku zawarł związek małżeński z Krystyną Marią Chmielewską, z którą ma dwoje dzieci: Antoniego Krasińskiego i Julię Krasińską.

## Wybrane publikacje
- A. Krasiński, Inhomogeneous Cosmological Models. Cambridge University Press, Cambridge 1997, ISBN 978-0-521-48180-9.
- J. Plebański and A. Krasiński, An Introduction to General Relativity and Cosmology. Cambridge University Press 2006, ISBN 978-1-107-40736-7.
- K. Bolejko, A. Krasiński, C. Hellaby(inne języki), M. Célérier, Structures in the Universe by Exact Methods. Formation, Evolution, Interactions. Cambridge University Press 2009, ISBN 978-0-521-76914-3.